# Linda Perry
Linda Perry (* 15. dubna 1965 Massachusetts, USA) je americká zpěvačka, skladatelka a kytaristka, bývalá členka skupiny 4 Non Blondes.

## Život
Linda Perry se narodila rodičům portugalského původu, otec byl bubeník a inženýr a matka designérka. Ve 21 letech odešla do San Franciska, aby se plně věnovala hudební kariéře. Svoji kariéru započala se skupinou 4 Non Blondes roku 1989, se kterou působila kolem 6 let, během kterých skupina vydala její asi nejznámější skladbu What's up?. Poté se vydala na sólovou dráhu. 30. března 2014 se provdala za americkou herečku Saru Gilbert, která je známa především ze seriálu Teorie velkého třesku, jako Leslie Winklová.

## Diskografie
S 4 Non Blondes
- Bigger, Better, Faster, More! (1992)

Mimo 4 Non Blondes
- In Flight (1995)
- The Crow: City of Angels (1996)
- After Hours (1999)
- 8 Songs About a Girl (2011)
- Deer Sounds (2015)